# Tramwaje w Wołczansku
Tramwaje w Wołczansku – system komunikacji tramwajowej działający w Wołczansku od 31 grudnia 1951 r.
System składa się z jednej linii o tradycyjnym rosyjskim rozstawie toru 1524 mm, długości 7,9 km. Linia ta jest zagrożona likwidacją. Obecnie Wołczańsk jest najmniejszym miastem w Rosji, które posiada własną linię tramwajową. W latach 1953–1965 działała również linia tramwajowa do Karpińska. Tramwaje kursują raz na godzinę i są wyposażone w rzadko stosowany lirowy odbierak prądu.

## Tabor
W Wołczansku są eksploatowane tramwaje typu: KTM-5, KTM-8, Spektr oraz najnowszy tramwaj typu KTM-19 z 2007 r.
| Zdjęcie                                                    | Typ             | Eksploatacja od | Liczba |
| ---------------------------------------------------------- | --------------- | --------------- | ------ |
|                                                            | KTM-5           | 1985            | 2      |
| KTM-8M w Uljanowsku. Podobny tramwaj kursuje w Wołczansku. | KTM-8M          | 2001            | 1      |
|                                                            | KTM-19KT        | 2008            | 1      |
|                                                            | 71-402 «SPEKTR» | 2005            | 1      |
| Łączna liczba:                                             | Łączna liczba:  | Łączna liczba:  | 5      |